# Dendrothele incrustans
Dendrothele incrustans är en svampart som först beskrevs av P.A. Lemke, och fick sitt nu gällande namn av P.A. Lemke 1965. Dendrothele incrustans ingår i släktet Dendrothele och familjen Corticiaceae.   Inga underarter finns listade i Catalogue of Life.